# Scargill (Regno Unito)
Scargill è un villaggio dell'Inghilterra, appartenente alla contea del Durham.